# مارلون أبيلا
مارلون أبيلا (مواليد 1975) صاحب مطاعم ورجل أعمال وكاتب عمود صحفي لبناني بريطاني. وهو مؤسس ورئيس شركة مارلون أبيلا ريستورانت كوربويشن (MARC)، وهي شركة دولية خاصة مقرها في مي فير، لندن. أبيلا هو أيضًا كاتب عمود في مجلة سبيرز حيث يكتب عن النبيذ.

## النشأة
ولد مارلون أبيلا في لبنان عام 1975. كان والده، ألبير أبيلا (لبناني الجنسية فلسطيني الأصل)، رئيسًا لمجموعة أبيلا جروب مالكة لسلسلة مطاعم وفنادق فاخرة. والدته باربل ألمانية.
نشأ أبيلا في غراس بفرنسا وموناكو. تعلم أبيلا فن استساغة الطعام خلال فترة تنشئته في الريف الفرنسي، حيث كانت أسرته تمتلك مزارع خاصة للخضار وتربية الدواجن.

## مسيرته
بدأ أبيلا العمل في شركة والده في سن السابعة عشرة. بحلول عام 2001، شغل منصب نائب الرئيس التنفيذي.
أسس أبيلا شركة مارلون أبيلا ريستورانت كوربويشن (MARC) في عام 2001. يقع المقر الرئيسي للشركة في ماي فير، ويعمل أبيلا كرئيس لها. من خلال الشركة، هو مالك «أومو» و«ذا غرين هاوس»، وهما مطعمان في مي فير، لندن. حصل كلا المطعمين على نجمتين في دليل ميشلان. كما اشترى أبيلا ملكية مطعم ذا سكوير من مالكيه الشيف الراعي فيل هوارد وخبير النبيذ نايجل بلاتس-مارتن، في مارس 2016 مقابل US$4٬000٬000. كما أصبح مالك نادي مورتون، وهو نادٍ خاص للأعضاء في ساحة بيركلي في ماي فير. في مانهاتن بمدينة نيويورك، كان يمتلك مطعمًا آخر يُدعى A Voce، ولكنه أغلق.
بالاشتراك مع فرانسوا بايارد، شارك مارلون أبيلا في تأسيس سلسلة مخابز فرانسوا بايارد في نيويورك، لكنها أغلقت في عام 2018. في عام 2014، استحوذ مارلون أبيلا على متجر النبيذ التاريخي "OW Loeb". في أوائل عام 2018، أدت سلسلة من التأخيرات في الدفع للموردين والتسليم للعملاء إلى عدد من المقالات الصحفية التي هاجمت أبيلا. قالت شركة أبيلا في يناير 2018 «تعتزم»OWLoeb«(التابعة لها) الوفاء بالتزاماتها تجاه عملائها وهي في طور القيام بذلك». انتقلت الشركة بعد ذلك إلى مقر الشركة الأم الرئيسي في مايفير مع تغيير كبار الموظفين، وقالت إنها «تتطلع إلى تنفيذ استراتيجيات جديدة».
تسلم أبيلا عريضة إفلاس من محامين في أكتوبر 2019. في عام 2020، تم إغلاق ذا سكوير من قبل المسؤولين أثناء تقديم الغداء في المطعم، توقف نادي Morton's Club عن التداول، بينما استمرت أومو في التداول تحت ملكية جديدة.

## الحياة الشخصية
في عام 2011 تزوج مارلون أبيلا من ناديا أبيلا، وهي روسية الأصل، ولديهما طفلان معًا. مارلون لديه طفلان آخران من زواجه الأول.

## وصلات خارجية
- مقال له في سبيرز عن النبيذ